# Julie Fedorchak
Julie Ann Fedorchak, född Liffrig 28 september 1968 i Williston i North Dakota, är en amerikansk politiker (republikan). Hon är ledamot av USA:s representanthus sedan 2025.
I kongressvalet 2024 besegrade Fedorchak demokraten Trygve Hammer. Den sittande ledamoten Kelly Armstrong kandiderade i guvernörsvalet i North Dakota 2024 och ställde inte upp till omval som representanthusledamot.